# Karlo Letica
 (août 2025).
La mise en forme du texte ne suit pas les recommandations de Wikipédia : il faut le « wikifier ».
Les points d'amélioration suivants sont les cas les plus fréquents. Le détail des points à revoir est peut-être précisé sur la page de discussion.
- Les titres sont pré-formatés par le logiciel. Ils ne sont ni en capitales, ni en gras.
- Le texte ne doit pas être écrit en capitales (les noms de famille non plus), ni en gras, ni en italique, ni en « petit »…
- Le gras n'est utilisé que pour surligner le titre de l'article dans l'introduction, une seule fois.
- L'italique est rarement utilisé : mots en langue étrangère, titres d'œuvres, noms de bateaux, etc.
- Les citations ne sont pas en italique mais en corps de texte normal. Elles sont entourées par des guillemets français : « et ».
- Les listes à puces sont à éviter, des paragraphes rédigés étant largement préférés. Les tableaux sont à réserver à la présentation de données structurées (résultats, etc.).
- Les appels de note de bas de page (petits chiffres en exposant, introduits par l'outil «  Source ») sont à placer entre la fin de phrase et le point final[comme ça].
- Les liens internes (vers d'autres articles de Wikipédia) sont à choisir avec parcimonie. Créez des liens vers des articles approfondissant le sujet. Les termes génériques sans rapport avec le sujet sont à éviter, ainsi que les répétitions de liens vers un même terme.
- Les liens externes sont à placer uniquement dans une section « Liens externes », à la fin de l'article. Ces liens sont à choisir avec parcimonie suivant les règles définies. Si un lien sert de source à l'article, son insertion dans le texte est à faire par les notes de bas de page.
- La présentation des références doit suivre les conventions bibliographiques. Il est recommandé d'utiliser les modèles {{Ouvrage}}, {{Chapitre}}, {{Article}}, {{Lien web}} et/ou {{Bibliographie}}. Le mode d'édition visuel peut mettre en forme automatiquement les références.
- Insérer une infobox (cadre d'informations à droite) n'est pas obligatoire pour parachever la mise en page.

Pour une aide détaillée, merci de consulter Aide:Wikification.
Si vous pensez que ces points ont été résolus, vous pouvez retirer ce bandeau et améliorer la mise en forme d'un autre article.
Karlo Letica, né le 11 février 1997 à Split en Croatie, est un footballeur croate. Il évolue actuellement au poste de gardien de but au FC Lausanne-Sport.  st un footballeur professionnel croate qui évolue au poste de gardien de but au Lausanne-Sport, club de la Super League suisse. Il a été élu meilleur gardien du championnat deux saisons consécutives (2023/24 et 2024/25), distinction officiellement décernée par la Super League suisse.
Letica fait partie des rares gardiens professionnels à avoir à la fois inscrit un but dans les dernières secondes d’un match officiel et réalisé une passe décisive en compétition senior, ce qui le place parmi un groupe très restreint de gardiens ayant accompli cet exploit au niveau mondial.
En juin 2025, il a épousé Monika Letica à la cathédrale de Split.

## Biographie

### En club
Équipe actuelle : Lausanne-Sport
Karlo Letica a rejoint le club suisse de Super League Lausanne-Sport le 24 août 2023, en signant un contrat jusqu’en juin 2026. Il s’est rapidement imposé comme gardien titulaire, totalisant 73 apparitions en championnat au 5.8.2025.
En avril 2025, Letica a fait les gros titres lors de la demi-finale de la Coupe de Suisse face au FC Bâle, en délivrant une passe décisive millimétrée depuis son camp pour l’ouverture du score de Lausanne – un fait rare dans le football européen professionnel, faisant de lui l’un des rares gardiens ayant inscrit un but et réalisé une assistance en compétition officielle.

#### Distinctions – Gardien de l’année enSuper Leaguesuisse
Grâce à ses performances constantes avec Lausanne-Sport, Letica a été élu Gardien de l’année de la Super League suisse pour deux saisons consécutives, en 2023/24 et 2024/25.

#### Hajduk Split et prêts en divisions inférieures
Letica a débuté sa carrière au HNK Hajduk Split en 2015, après avoir rejoint son centre de formation en 2008.
Il a passé ses premières années en prêt :
- Février 2015 : prêté au NK Mosor (3e division), avec cinq autres joueurs du Hajduk.
- Ensuite, il rejoint le NK Val, également en 3e division.
- En août 2016, il est prêté au NK Rudeš en 2e division, où il fait ses débuts en Coupe de Croatie.

En août 2017, Letica fait ses débuts officiels avec Hajduk Split lors d'une victoire 1-0 contre Slaven Belupo, en gardant sa cage inviolée.
Le 11 mars 2018, il marque son premier but professionnel dans le temps additionnel contre Istra 1961, offrant la victoire 3-2 à son équipe – une action qui le propulse sur le devant de la scène.
Début 2018, ses performances impressionnantes lui valent une reconnaissance médiatique internationale, notamment en apparaissant en une du quotidien sportif espagnol Marca, qui le présente comme l’un des jeunes gardiens les plus prometteurs d’Europe.

#### Club Brugge
Le 15 juin 2018, Letica signe un contrat de quatre ans avec le Club Brugge en Belgique.

#### SPAL (prêt)
Le 20 août 2019, Letica est prêté au club italien de Serie A SPAL, avec option d’achat.

#### Sampdoria (prêt)
Le 5 octobre 2020, il rejoint Sampdoria (Serie A) également sous forme de prêt avec option d’achat.

#### CFR Cluj
Le 11 octobre 2021, Letica s’engage avec les champions en titre de Liga I roumaine, CFR Cluj.

#### Hermannstadt
Le 12 octobre 2022, il rejoint Hermannstadt, un autre club de Liga I roumaine, en signant un contrat d’un an avec option de prolongation.

### En équipe nationale
Letica a fait partie de l’équipe de Croatie U19 qui a disputé le Championnat d’Europe U19 de l’UEFA en 2016.
En août 2017, il est convoqué en équipe de Croatie U21 pour les matchs contre la Moldavie et l’Autriche.
Il effectue ses débuts face à l’Autriche, match qui s’est soldé par un score nul 1-1.
En mai 2018, Letica est sélectionné dans la pré-liste de 32 joueurs de l’équipe nationale de Croatie pour la Coupe du Monde 2018 en Russie, mais n’est pas retenu dans la liste finale des 23.
En juin 2025, Letica est à nouveau convoqué en équipe nationale A, cette fois pour un match de qualification à l’Euro 2025 de l’UEFA contre Gibraltar.

## Palmarès
- Champion de Croatie de D2 en 2017 avec le NK Rudeš
- Vainqueur de la Supercoupe de Belgique en 2018 avec le FC Bruges